# San Ildefonso, Ixtlahuaca
San Ildefonso är en ort i Mexiko, tillhörande kommunen Ixtlahuaca i den västra delen av delstaten Mexiko. Orten hade 4 371 invånare vid folkräkningen 2010.